# Доэрти, Эрин
Э́рин Рэ́йчел До́эрти (англ. Erin Rachael Doherty; род. 16 июля 1992, Кроли, Западный Суссекс) — британская актриса, получившая известность после исполнения роли принцессы Анны в телесериале «Корона».

## Карьера
В 2012—2015 гг. Эрин Доэрти получала актёрское образование в Театральной школе Бристольского Олд Вика, чему предшествовал год в Гилдфордской школе театрального искусства. В 2015 году она выиграла приз Общества Стивена Сондхайма за лучшую студенческую актёрскую работу года за исполнения песни Broadway Baby из мюзикла Сондхайма «Follies».

### Театр
После завершения обучения Доэрти появилась в ряде постановок в ведущих театрах, заслужив положительные отзывы критиков. В 2015 году она играла Лору в «Стеклянном зверинце» в театре West Yorkshire Playhouse. В 2016 году появилась в пьесе «Список желаний», поставленной в театре «Королевская биржа» в Манчестере. В 2017 году было отмечено её исполнение роли в мюзикле Джека Торна «Свалка» в Бристольском Олд Вике. «Одним из крупнейших открытий года» актрису назвал критик The Guardian за её роль в моноспектакле «Меня зовут Рэйчел Корри». В 2018 году актриса сыграла главную роль в пьесе «Раздел» на Эдинбургском фестивале и в лондонском театре Олд Вик. В 2019 году сыграла в пьесе «Волчонок» лондонского экспериментального Театра503.
В мае 2022 года Королевский национальный театр объявил, что Доэрти сыграет Эбигейл Уильямс в новой постановке пьесы Артура Миллера «Суровое испытание».

### Телевидение
В 2017 году актриса появилась во втором эпизоде 6 сезона телесериала «Вызовите акушерку». В 2018 году сыграла в двух эпизодах телесериала «Отверженные».
В 2019—2020 годах исполняла роль принцессы Анны в третьем и четвёртом сезонах телесериала Netflix «Корона». Доэрти изучала архивные записи с участием принцессы, относящиеся к тому периоду времени, в котором происходили события сезонов с её участием. Она также работала над тоном своего голоса, который в реальной жизни гораздо выше, чем у её героини.
В 2022 году на экраны вышел телесериал «Хлоя», совместного производства BBC и Amazon Studios, где Доэрти сыграла главную роль Бекки Грин. В исторической драме «Игра королевы» актриса сыграла сожженную на костре проповедницу и поэтессу Энн Аскью.
В 2025 году исполнила роли в двух проектах Netflix: предводительницы банды «40 слонов» Мэри Карр в телесериале «Тысяча ударов» о подпольных боксерских поединках в викторианском Лондоне и детского психолога Брайони Аристон в «Переходном возрасте».